# Възнесение Господне (Радомир)
„Възнесение Господне/Христово“ или „Свети Спас“ (на гръцки: Ανάληψη Σωτήρος) е възрожденска православна църква във воденското село Радомир (Асвестарио), Гърция, част от Воденската, Пелска и Мъгленска епархия на Вселенската патриаршия.
Църквата е разположена южно от селото. Построена е в 1850 година. По-късно непосредствено северно от нея е издигната нова църква.
Кукушкият околийски училищен инспектор Никола Хърлев пише през 1909 година:
| „ | Радомир, 13 /III, 3 1/4 ч. от Корнишор. 48 български екзархийски къщи, свойщина. Черквата „Св. Спас“ е отворена. Тя стопани 7 погона нивя и 30 овци. За пръв път се отваря българско училище. Училището, частна къща под наем, е една стая 4Х4Х2 m големина с дюшеме, с огнище без таван и много тъмно. | “ |